# Drużynowe mistrzostwa świata kobiet w speedrowerze
Drużynowe mistrzostwa świata kobiet w speedrowerze (ang. World Womens Team Cycle Speedway Championship) – turniej wyłaniający najlepszą reprezentację kobiet w speedrowerze. Prowadzony jest przez Międzynarodową Federację Speedrowerową. Pierwsze mistrzostwa odbyły się w 2019 roku w Polsce.

## Medalistki
| Rok  | Miejsce | Złoto | Srebro | Brąz                                                                             | Źr.   |
| ---- | ------- | --- | --- | -------------------------------------------------------------------------------- | ----- |
| 2019 | Toruń   | Anglia · Lauren Hookway · Emily Burgess · Lizzie Rigley · Macie Schmidt · Maddie Saunders · Laura Watson | Polska · Zuzanna Klett · Julia Pieprzyk · Alicja Hamara · Sandra Charbich · Patrycja Klett · Sandra Tamborska · Klaudia Kędziora | —                                                                                | [ 1 ] |
| 2023 | Lefevre | Australia · Lucy Millikin · Tahlia McKinley · Hannah Williams · Kayleigh Clarke · Holly Greenhalgh       | Anglia · Maddie Saunders · Nataleigh Goulden · Lizzie Rigley · Rebekah Humphries · Samantha-Jayne Marsh                          | Polska · Fryderyka Wojciechowska · Zuzanna Klett · Julia Graczyk · Alicja Hamara | [ 1 ] |

## Klasyfikacja medalowa

### Według państw/krajów
Stan po sezonie 2023
| Lp. | Państwo/Kraj | Złoto | Srebro | Brąz | Razem |
| --- | ------------ | ----- | ------ | ---- | ----- |
| 1.  | Anglia       | 1     | 1      | –    | 2     |
| 2.  | Australia    | 1     | –      | –    | 1     |
| 3.  | Polska       | –     | 1      | 1    | 2     |

### Według zawodniczek
Stan po sezonie 2023
Tabela obejmuje pierwszą 10. najbardziej utytułowanych zawodniczek.
| Lp. | Zawodniczka      | Państwo/Kraj | Lata      | Złoto | Srebro | Brąz | Razem |
| --- | ---------------- | ------------ | --------- | ----- | ------ | ---- | ----- |
| 1.  | Lizzie Rigley    | Anglia       | 2019–2023 | 1     | 1      | –    | 2     |
| 1.  | Maddie Saunders  | Anglia       | 2019–2023 | 1     | 1      | –    | 2     |
| 3.  | Emily Burgess    | Anglia       | 2019      | 1     | –      | –    | 1     |
| 3.  | Lauren Hookway   | Anglia       | 2019      | 1     | –      | –    | 1     |
| 3.  | Macie Schmidt    | Anglia       | 2019      | 1     | –      | –    | 1     |
| 3.  | Laura Watson     | Anglia       | 2019      | 1     | –      | –    | 1     |
| 3.  | Kayleigh Clarke  | Australia    | 2023      | 1     | –      | –    | 1     |
| 3.  | Holly Greenhalgh | Australia    | 2023      | 1     | –      | –    | 1     |
| 3.  | Tahlia McKinley  | Australia    | 2023      | 1     | –      | –    | 1     |
| 3.  | Lucy Millikin    | Australia    | 2023      | 1     | –      | –    | 1     |
| 3.  | Hannah Williams  | Australia    | 2023      | 1     | –      | –    | 1     |